# شولشاجا
شولشاغا (شولشاغا) أو شولساغانا (شولشاغانا) كان إلهًا من بلاد ما بين النهرين .  كان جزءًا من آلهة البلاد في دولة مدينة لاغاش. ويعني اسمه ”شاب قلبه“ باللغة السومرية، وربما يشير ضمير الملكية إلى والد شولشاغا، نينجيرسو. 
في حين أن الإشارات المباشرة إلى نسب الآلهة نادرة في مصادر من عصر الأسرات المبكرة، فمن المؤكد أن شولشاغا كان يُنظر إليه على أنه الابن الأكبر لننغيرسو وزوجته باو، وعلى أنه الأخ الأكبر لإيغاليم.  يشير أحد النقوش إلى شولشاغا وإيجاليم باعتبارهما "الأبناء المحبوبين لنينجيرسو".  لقد تلقيا كمية متساوية من العروض وفقًا لوثائق من عصر لاجاش المبكر. 
كان العديد من حكام لاغاش مكرسين لشولشاغا. بنى أور-نانشي تمثالاً له. يذكر أور أوروكاجينا بناء معابد للعديد من آلهة لاغاش، بما في ذلك شولشاغا، وكذلك والديه وشقيقه وكذلك هيجير ولاما باو ونينمو. حمل المعبد المذكور اسم (E-)tuš-akkil-li .  يذكر أحد نقوش جوديا أنه كان إلى جانب نينجيرسو وإله الوصاية على الملك نينجيشزيدا ، وينسب إليه الفضل في تزويده بـ "نفس الحياة". 
ومن المحتمل أنه في فترات لاحقة كان شولشاغا يعبد في آشور في معبد آشور في آشور. كما أن النصوص المعجمية المتأخرة تطلق أحيانًا اسمي شولشاغا وإغاليم على أسلحة الزبابا. 

## فهرس
- George، Andrew R. (1993). House most high: the temples of ancient Mesopotamia. Winona Lake: Eisenbrauns. ISBN:0-931464-80-3. OCLC:27813103.
- Kobayashi، Toshiko (1984). "ON THE MEANING OF THE OFFERINGS FOR THE STATUE OF ENTEMENA". Orient. The Society for Near Eastern Studies in Japan. ج. 20: 43–65. DOI:10.5356/orient1960.20.43. ISSN:1884-1392. مؤرشف من الأصل في 2022-12-21.
- Kobayashi، Toshiko (1992). "ON NINAZU, AS SEEN IN THE ECONOMIC TEXTS OF THE EARLY DYNASTIC LAGAŠ". Orient. The Society for Near Eastern Studies in Japan. ج. 28: 75–105. DOI:10.5356/orient1960.28.75. ISSN:1884-1392. مؤرشف من الأصل في 2023-03-26.
- Krebernik، Manfred (2013)، "Šulšaga(na/i)"، Reallexikon der Assyriologie، اطلع عليه بتاريخ 2022-02-13
- Vacín، Luděk (2011). "Gudea and Ninĝišzida: A Ruler and His God". U4 du11-ga-ni sá mu-ni-ib-du11: ancient Near Eastern studies in memory of Blahoslav Hruška. Dresden: Islet. ISBN:978-3-9808466-6-0. OCLC:761844864.